# جيسي إد ديفيس
جيسي إد ديفيس (بالإنجليزية: Jesse Ed Davis)‏ هو عازف قيثارة أمريكي، ولد في 21 سبتمبر 1944 في نورمان في الولايات المتحدة، وتوفي في 22 يونيو 1988 في فينسيا في الولايات المتحدة بسبب جرعة زائدة.

## وصلات خارجية
- جيسي إد ديفيس على موقع ميوزك برينز (الإنجليزية)
- جيسي إد ديفيس على موقع أول ميوزيك (الإنجليزية)
- جيسي إد ديفيس على موقع ديسكوغز (الإنجليزية)